# Gauson
Gauson (ang. Gausson) – soliton będący rozwiązaniem równania Schrödingera z nieliniowością logarytmiczną opisującego cząstkę kwantową w możliwej nieliniowej mechanice kwantowej.
Niech nieliniowe równanie Schrödingera w jednym wymiarze będzie dane przez {\displaystyle (\hbar =1){:}}
{\displaystyle \mathrm {i} {\frac {\partial \psi }{\partial t}}=-{\frac {1}{2}}{\frac {\partial ^{2}\psi }{\partial x^{2}}}-a\ln |\psi |^{2}\psi .}
Zakłada się tzw. niezmienniczość Galileusza, tzn.
{\displaystyle \psi (x,t)=\mathrm {e} ^{-\mathrm {i} Et}\psi (x-kt).}
Podstawiając
{\displaystyle y=x-kt,}
pierwsze równanie można zapisać jako:
{\displaystyle -{\frac {1}{2}}\left({{\frac {\partial \psi }{\partial y}}+\mathrm {i} k}\right)^{2}-a\ln |\psi |^{2}\psi =\left(E+{\frac {k^{2}}{2}}\right)\psi .}
Ponadto podstawiając
{\displaystyle \Psi (y)=\mathrm {e} ^{-\mathrm {i} ky}\psi (y)}
i zakładając
{\displaystyle \Psi (y)=N\mathrm {e} ^{-\omega y^{2}/2},}
otrzymuje się zwykłe równanie Schrödingera dla oscylatora harmonicznego:
{\displaystyle -{\frac {1}{2}}{\frac {\partial ^{2}\Psi }{\partial y^{2}}}+a\omega y^{2}\Psi =\left(E+{\frac {k^{2}}{2}}+N^{2}a\right)\Psi .}
Rozwiązaniem jest więc stan podstawowy oscylatora harmonicznego, jeśli tylko {\displaystyle (a>0){:}}
{\displaystyle a\omega =\omega ^{2}/2}
lub
{\displaystyle \omega =2a.}
Pełne rozwiązanie solitonowe jest więc dane przez:
{\displaystyle \psi (x,t)=\mathrm {e} ^{-\mathrm {i} Et}\mathrm {e} ^{\mathrm {i} k{(x-kt)}}\mathrm {e} ^{-a({x-kt})^{2}},}
gdzie:
{\displaystyle E=a(1-N^{2})-k^{2}/2.}
Rozwiązanie to opisuje soliton poruszający się ze stałą prędkością {\displaystyle k} i niezmieniający kształtu funkcji Gaussa.